# Maria Regina Jünemann
Maria Regina Jünemann (auch: Maria Regina Jünemann-Fischer, Maria Regina Fischer; * 4. März 1888 in Frankfurt am Main; † 24. März 1978 in Lindau (Eichsfeld)) war eine deutsche Schauspielerin, Schriftstellerin und Journalistin.

## Leben
Maria Regina Jünemann war die Tochter eines Gymnasiallehrers und eine Schwester der Schriftstellerin Igna Maria Jünemann. Beide Schwestern gehörten vor dem Ersten Weltkrieg zum Kreis um den katholischen Sozialreformer Carl Sonnenschein und leisteten im Rahmen des "Sekretariats Sozialer Studentenarbeit" Sozialarbeit. Anschließend wirkte Maria Regina Jünemann als Schauspielerin an einem Theater in Barmen und leitete Theater in Köln und Düsseldorf. Nachdem sie bereits Beiträge für das Feuilleton des
"Düsseldorfer Tageblatts" geliefert hatte, ging sie nach Berlin, wo sie der Redaktion der Zeitung "Germania" angehörte. Sie heiratete den Journalisten Rudolf Fischer; beide ließen sich 1937 in Wien nieder. Während des Zweiten Weltkriegs arbeitete Jünemann in Ankara in der Pressestelle der Deutschen Botschaft in der Türkei; 1944 kehrte sie nach Wien zurück. Nach 1945 wirkte sie als Journalistin in Bonn und später bis zum Tode ihres Mannes im Jahre 1960 in Überlingen am Bodensee.
Maria Regina Jünemann verfasste neben Berichten über die kirchliche
Sozialarbeit in westdeutschen Städten Erzählungen und den Roman "Die Anarchistin".  

## Werke
- Kriegshilfe der Stadt Aachen, M.-Gladbach 1916
- Kirchliche Kriegshilfe, M.-Gladbach 1917
- Kriegshilfe der Stadt Cöln, M.-Gladbach 1917
- Kämpferinnen, Köln 1922
- Die Anarchistin, Leipzig 1924
- Der Thespiskarren, Hildesheim 1925

## Herausgeberschaft
- Das Spatzennest, Konstanz am Bodensee 1948 (herausgegeben unter dem Namen Maria Regina Fischer)